# David P. Goldman

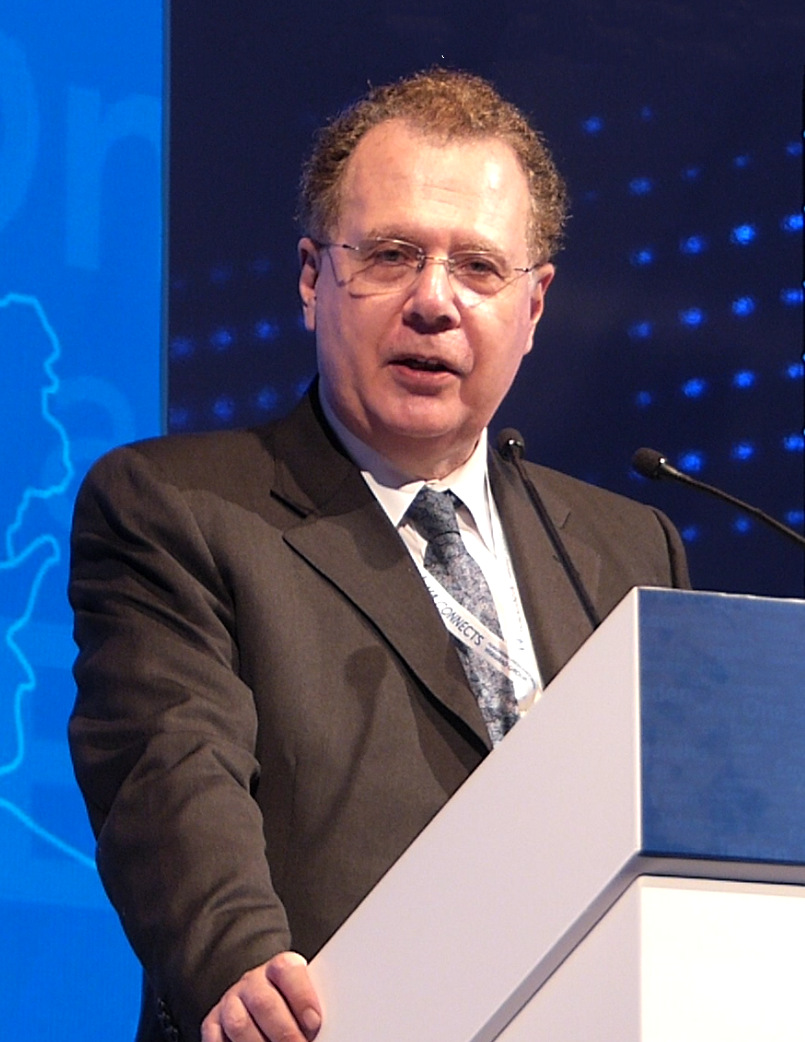
David P. Goldman (2018)

David P. Goldman (* 27. September 1951) ist ein US-amerikanischer Kolumnist und Autor. International bekannt wurde er durch seine anonymen Kolumnen für das Internet-Portal Asia Times Online, die er unter dem Pseudonym „Spengler“ (nach Oswald Spengler) verfasste und die die jüngsten ökonomischen, politischen und weltanschaulichen Entwicklungen in der westlichen Welt thematisieren. Laut dem niederländischen Schriftsteller Leon de Winter gehören Goldmans Kolumnen „[…] zu den allerinteressantesten, die es weltweit zu lesen gibt“.
Goldman studierte Ökonomie, Musikwissenschaft, Mathematik sowie Philosophie und arbeitete als Investment-Banker für die Bank of America und die Schweizer Bank Credit Suisse. Von 1994 bis 2001 war er als Kolumnist für das Wirtschaftsmagazin Forbes Magazin tätig.
Im Jahr 2011 veröffentlichte Goldman das Buch „How Civilizations Die (And Why Islam Is Dying Too)“, das den von Goldman attestierten kulturellen Niedergang des Westens und der islamischen Welt untersucht.